# 무람비아주

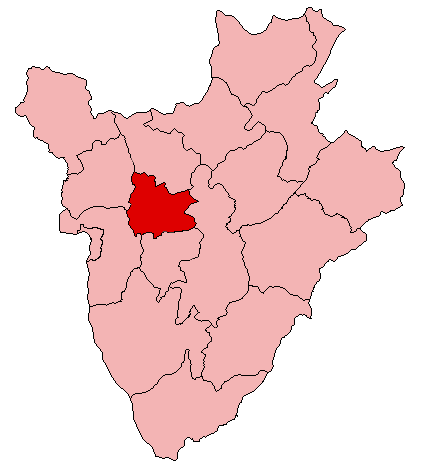
무람비야 주의 위치

무람비아주(Muramvya)는 부룬디 중서부에 위치한 주로, 주도는 무람비아이며 면적은 696km2, 인구는 252,833명(1999년 기준)이다. 북쪽으로는 카얀자 주, 동쪽으로는 기테가 주, 남쪽으로는 므와로 주, 남서쪽으로는 부줌부라 교외주, 북서쪽으로는 부반자 주와 접하며 5개 코뮌(부케예, 키간다, 음부예, 무람비아, 루테가마)을 관할한다.